# Gemeinde Gogolin
Die Gemeinde Gogolin (polnisch Gogolin) ist eine Stadt- und Landgemeinde im Powiat Krapkowicki (Landkreis Krappitz) in der Woiwodschaft Oppeln. Der Gemeindesitz ist Gogolin. Die Gemeinde ist zweisprachig, deutsch und polnisch.

## Geografie
Die Gemeinde hat eine Fläche von 100,51 km², davon sind 45 % Flächen für die Landwirtschaft und 33 % Waldflächen. Die Gemeinde nimmt 22,72 % der Fläche des Landkreises ein.

## Ortschaften
In der Gemeinde befinden sich:
Städte:
- Gogolin

Orte mit Schulzenamt:
- Chorulla (Chorula)
- Dombrowka (Dąbrówka)
- Goradze (Górażdże)
- Groß Stein (Kamień Śląski)
- Klein Stein (Kamionek)
- Mallnie (Malnia)
- Oberwitz (Obrowiec)
- Oderwanz (Odrowąż)
- Sakrau (Zakrzów)

## Bevölkerung
2002 hatte die Gemeinde 12.336 Einwohner. Neben der polnischen Bevölkerung gaben bei der Volkszählung 2002 2097 Personen (16,9 %) die deutsche Nationalität (Volkszugehörigkeit) und 1066 Personen Schlesisch (8,6 %) an. Bei der Volkszählung 2011 lag bei einer Gesamteinwohnerzahl von 12467 Personen der prozentuale Anteil der Deutschen bei 19,7 % bzw. 2451 Personen.
| Nationalität   | 2002   | 2002   | 2011 (2) | 2011 (2) | 2021 (2) | 2021 (2) |
| Nationalität   | Anzahl | Anteil | Anzahl   | Anteil   | Anzahl   | Anteil   |
| -------------- | ------ | ------ | -------- | -------- | -------- | -------- |
| Deutsch        | 2097   | 16,9 % | 2451     | 19,7 %   | 1391     | 11,85 %  |
| Polnisch       | 7213   | 58,5 % |          |          |          |          |
| Schlesisch (1) | 1066   | 8,6 %  |          |          | 1947     | 16,59 %  |
| keine Angabe   |        |        |          |          |          |          |

1 = Wird nicht als Nationalität anerkannt.

2 = Mehrfachnennung möglich.

## Politik

### Bürgermeister
An der Spitze der Gemeindeverwaltung steht der Bürgermeister. Seit 2006 war dies Joachim Wojtala, der 2024 nicht mehr antrat. Seither ist Krzystof Reinert neuer Amtsinhaber. Die turnusmäßige Wahl im April 2024 führte zu folgendem Ergebnis.
- Krzystof Reinert (Wahlkomitee „Partnerschaft“) 47,0 % der Stimmen
- Marcin Madziała (Wahlkomitee Maciej Sonik) 30,0 % der Stimmen
- Patryk Blania (Wahlkomitee Patryk Blania) 23,0 % der Stimmen

In der daraufhin notwendigen Stichwahl setzte sich Reinert mit 52,0 % der Stimmen gegen Madziała durch und wurde zum neuen Bürgermeister gewählt.
Die turnusmäßige Wahl im Oktober 2018 führte zu folgendem Ergebnis.
- Joachim Wojtala (Wahlkomitee Joachim Wojtala) 74,0 % der Stimmen
- Piotr Szymała (Wahlkomitee Maciej Sonik) 24,0 % der Stimmen

Damit wurde Wojtala bereits im ersten Wahlgang als Bürgermeister wiedergewählt.

### Stadtrat
Der Stadtrat besteht aus 15 Mitgliedern und wird direkt in Einpersonenwahlkreisen gewählt. Die Stadtratswahl 2024 führte zu folgendem Ergebnis:
- Wahlkomitee „Partnerschaft“ 46,0 % der Stimmen, 10 Sitze
- Wahlkomitee Patryk Blania 27,4 % der Stimmen, 3 Sitze
- Wahlkomitee Maciej Sonik 24,9 % der Stimmen, 2 Sitze
- Übrige 1,6 % der Stimmen, kein Sitz

Die Stadtratswahl 2018 führte zu folgendem Ergebnis:
- Wahlkomitee Joachim Wojtala 57,3 % der Stimmen, 13 Sitze
- Wahlkomitee Maciej Sonik 31,1 % der Stimmen, 2 Sitze
- Wahlkomitee Deutsche Minderheit 6,7 % der Stimmen, kein Sitz
- Wahlkomitee Patryk Blania 3,1 % der Stimmen, kein Sitz
- Übrige 0,9 % der Stimmen, kein Sitz